# Olecko
Olecko là một thị trấn thuộc huyện Olecki, tỉnh Warmińsko-Mazurskie ở đông-bắc Ba Lan. Thị trấn có diện tích 12 km². Đến ngày 1 tháng 1 năm 2011, dân số của thị trấn là 16078 người và mật độ 1393 người/km².